# 김의철
김의철(金儀喆, 1962년 7월 26일 ~ )은 대한민국의 언론인이다.  2021년 12월 10일부터 2023년 9월 12일까지 제25대 KBS 사장을 역임하였다.

## 경력
- KBS 보도본부 기자
- KBS 보도본부 탐사보도팀장
- KBS 보도본부 사회팀장
- 2018년 4월 1일~ 2019년 8월 31일 : KBS 보도본부장
- 2019년 12월 1일 ~ 2020년 3월 1일 : KBS 비즈니스 이사
- 2020년 3월 1일 ~ 2021년 12월 9일 : KBS 비즈니스 사장
- 2021년 12월 10일 ~ 2023년 9월 12일 : 전 KBS 사장 (해임)
- 2021년 12월 10일 ~ 2022년 8월 1일 : 한국방송협회 부회장
- 2022년 8월 1일 ~ 2023년 9월 12일 : 한국방송협회 회장
- 2022년 11월 25일 ~ 2023년 9월 12일 : 아시아태평양방송연맹 부회장
- 사단법인 서울드라마어워즈 조직위원회 전 위원장
- 한국언론진흥재단 전 비상임이사

| 전임 양승동 | 제25대 한국방송공사 사장 2021년 12월 10일 ~ 2023년 9월 12일 | 후임 박민 |

| 전임 박성제 | 제25대 한국방송협회 회장 2022년 8월 1일 ~ 2023년 9월 12일 | 후임 박정훈(직무대행) |